# Olympische Sommerspiele 2024/Teilnehmer (Vanuatu)
| Gelbes Symbol für Goldmedaillen mit stilisierten Olympischen Ringen | Graues Symbol für Silbermedaillen mit stilisierten Olympischen Ringen | Braundes Symbol für Bronzemedaillen mit stilisierten Olympischen Ringen |
| ------------------------------------------------------------------- | --------------------------------------------------------------------- | ----------------------------------------------------------------------- |
| —                                                                   | —                                                                     | —                                                                       |

Vanuatu nahm an den Olympischen Spielen 2024 vom 26. Juli bis zum 11. August 2024 in Paris mit sechs Athleten (2 Männer, 4 Frauen) teil. Es war die insgesamt zehnte Teilnahme an Olympischen Sommerspielen.

## Teilnehmer nach Sportarten

### Gewichtheben
| Athleten            | Wettbewerb       | Reißen  | Reißen | Stoßen  | Stoßen | Zweikampf | Zweikampf | Rang |
| Athleten            | Wettbewerb       | Gewicht | Rang   | Gewicht | Rang   | Gewicht   | Rang      | Rang |
| ------------------- | ---------------- | ------- | ------ | ------- | ------ | --------- | --------- | ---- |
| Frauen              |                  |         |        |         |        |           |           |      |
| Ajah Pritchard-Lolo | Klasse bis 81 kg | 89 kg   | 12     | 108 kg  | 11     | 197 kg    | 11        | 11   |

### Judo
| Athleten   | Wettbewerb       | 1. Runde | 1. Runde | 2. Runde  | 2. Runde | Achtelfinale  | Achtelfinale  | Viertelfinale | Viertelfinale | Halbfinale / Trostrunde | Halbfinale / Trostrunde | Finale / Platz 3 | Finale / Platz 3 | Rang |
| Athleten   | Wettbewerb       | Gegner   | Ergebnis | Gegner    | Ergebnis | Gegner        | Ergebnis      | Gegner        | Ergebnis      | Gegner                  | Ergebnis                | Gegner           | Ergebnis         | Rang |
| ---------- | ---------------- | -------- | -------- | --------- | -------- | ------------- | ------------- | ------------- | ------------- | ----------------------- | ----------------------- | ---------------- | ---------------- | ---- |
| Männer     |                  |          |          |           |          |               |               |               |               |                         |                         |                  |                  |      |
| Hugo Cumbo | Klasse bis 81 kg | Freilos  | Freilos  | F. de Wit | 0:10     | ausgeschieden | ausgeschieden | ausgeschieden | ausgeschieden | ausgeschieden           | ausgeschieden           | ausgeschieden    | ausgeschieden    | 17   |

### Leichtathletik
Laufen und Gehen
| Athleten    | Wettbewerb | Vorrunde | Vorrunde | 1. Runde      | 1. Runde      | Halbfinale    | Halbfinale    | Finale        | Finale        | Rang |
| Athleten    | Wettbewerb | Zeit     | Rang     | Zeit          | Rang          | Zeit          | Rang          | Zeit          | Rang          | Rang |
| ----------- | ---------- | -------- | -------- | ------------- | ------------- | ------------- | ------------- | ------------- | ------------- | ---- |
| Frauen      |            |          |          |               |               |               |               |               |               |      |
| Chloe David | 100 m      | 12,44 s  | 6        | ausgeschieden | ausgeschieden | ausgeschieden | ausgeschieden | ausgeschieden | ausgeschieden | 77   |

### Schwimmen
| Athleten       | Wettbewerb     | Vorlauf | Vorlauf | Halbfinale    | Halbfinale    | Finale        | Finale        | Rang |
| Athleten       | Wettbewerb     | Zeit    | Rang    | Zeit          | Rang          | Zeit          | Rang          | Rang |
| -------------- | -------------- | ------- | ------- | ------------- | ------------- | ------------- | ------------- | ---- |
| Frauen         |                |         |         |               |               |               |               |      |
| Loane Russet   | 50 m Freistil  | 28,86 s | 54      | ausgeschieden | ausgeschieden | ausgeschieden | ausgeschieden | 54   |
| Männer         |                |         |         |               |               |               |               |      |
| Jonathan Silas | 100 m Freistil | 59,38 s | 77      | ausgeschieden | ausgeschieden | ausgeschieden | ausgeschieden | 77   |

### Tischtennis
| Athleten        | Wettbewerb | 1. Runde | 1. Runde | 2. Runde | 2. Runde | 3. Runde      | 3. Runde      | Achtelfinale  | Achtelfinale  | Viertelfinale | Viertelfinale | Halbfinale    | Halbfinale    | Finale / Platz 3 | Finale / Platz 3 | Rang |
| Athleten        | Wettbewerb | Gegner   | Erg.     | Gegner   | Erg.     | Gegner        | Erg.          | Gegner        | Erg.          | Gegner        | Erg.          | Gegner        | Erg.          | Gegner           | Erg.             | Rang |
| --------------- | ---------- | -------- | -------- | -------- | -------- | ------------- | ------------- | ------------- | ------------- | ------------- | ------------- | ------------- | ------------- | ---------------- | ---------------- | ---- |
| Frauen          |            |          |          |          |          |               |               |               |               |               |               |               |               |                  |                  |      |
| Priscilla Tommy | Einzel     | Freilos  | Freilos  | A. Wang  | 0:4      | ausgeschieden | ausgeschieden | ausgeschieden | ausgeschieden | ausgeschieden | ausgeschieden | ausgeschieden | ausgeschieden | ausgeschieden    | ausgeschieden    | 33   |